# Gentiana gelida
Gentiana gelida är en gentianaväxtart som beskrevs av Friedrich August Marschall von Bieberstein. Gentiana gelida ingår i släktet gentianor, och familjen gentianaväxter. Inga underarter finns listade i Catalogue of Life.